# Thiville
Thiville ist eine französische Gemeinde mit 337 Einwohnern (Stand: 1. Januar 2022) im Département Eure-et-Loir in der Region Centre-Val de Loire; sie gehört zum Arrondissement Châteaudun und zum Kanton Châteaudun.

## Geographie
Thiville liegt etwa fünf Kilometer nordnordwestlich vom Stadtzentrum Châteauduns am Loir. Umgeben wird Thiville von den Nachbargemeinden 
- Châteaudun im Norden und Nordwesten,
- Lutz-en-Dunois im Norden und Nordosten,
- Villemaury mit Ozoir-le-Breuil im Osten,
- Cloyes-les-Trois-Rivières mit Le Mée im Süden und Südosten, La Ferté-Villeneuil und Charray im Süden und Autheuil im Westen und Südwesten,
- La Chapelle-du-Noyer im Westen und Nordwesten.

Durch die Gemeinde führt die frühere Route nationale 825 (heutige D924).

## Bevölkerungsentwicklung
| Jahr                      | 1962 | 1968 | 1975 | 1982 | 1990 | 1999 | 2006 | 2013 |
| Einwohner                 | 464  | 429  | 402  | 367  | 377  | 354  | 348  | 360  |
| Quelle: Cassini und INSEE |      |      |      |      |      |      |      |      |

## Sehenswürdigkeiten
- Kirche Notre-Dame
- Schloss Champ-Romain, 1761 erbaut, Monument historique seit 1978/1993

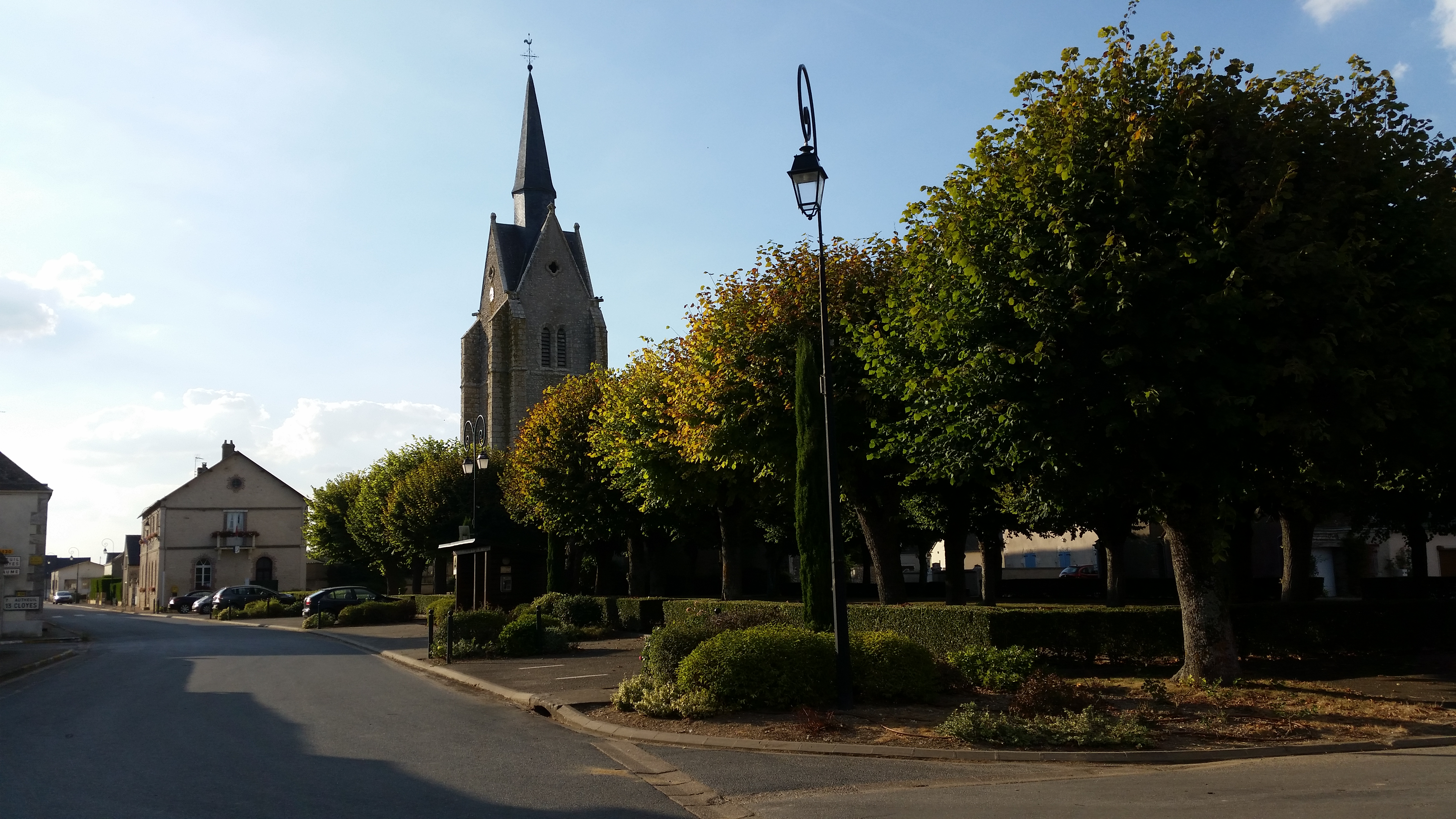
Kirche Notre-Dame und Rathaus

## Persönlichkeiten
- Jules Péan (1830–1898), Chirurg